# Pistolet MAB Model D
MAB Model D – francuski pistolet samopowtarzalny.
W 1933 roku francuskie zakłady MAB rozpoczęły produkcję pistoletu Model C. Był to pistolet przeznaczony do samoobrony, wyraźnie wzorowany na pistolecie Browning M1910/22. W dwa lata później rozpoczęto produkcję udoskonalonej wersji tego pistoletu oznaczonej jako Model D. Pistolet Model D był produkowany do lat 70. XX wieku.

## Opis
Model D był bronią samopowtarzalną. Zasada działania oparta na odrzucie zamka swobodnego. Mechanizm uderzeniowy bezkurkowy. Model D był zasilany z wymiennego magazynka pudełkowego o pojemności 9 naboi. Magazynek zwalniany przyciskiem znajdował się w chwycie. Lufa gwintowana, posiadała sześć bruzd prawoskrętnych. Przyrządy celownicze mechaniczne stałe (muszka i celownik szczerbinkowy).